# 夏克與科夫訴奧地利案
夏克與科夫訴奧地利案（Schalk and Kopf vs. Austria，no. 30141/04）為歐洲人權法院於2010年所作出的判決之一。該判決闡述《歐洲人權公約》並未課予成員國有立法或合法承認同性婚姻的義務。

## 案例事實
原告為一對住在奧地利維也納的同性伴侶。2002年9月10日，他們向戶政事務所（Standesamt）申請正式成立婚姻關係。但是2002年12月20日，維也納市政府卻拒絕了原告的申請，理由是：根據《民法》（Allgemeines Bürgerliches Gesetzbuch）第44條之規定，婚姻關係的締結限於不同性別的二人方得為之。且根據該國一直以來的判決見解，同性別的兩個人無法締結有效的婚姻關係。而申請人為兩個男性，因此欠缺締結婚姻關係的能力。原告二人於是向維也納州長（Landeshauptmann）提起訴願，但遭到駁回。在2003年4月11日所作成的訴願決定中，州長肯認市政府的法律見解，他同時引用行政法院的判決，而判決向來否認同性別的兩個人可以締結婚姻關係 。
原告於該國的最終救濟途徑是向憲法法院（Verfassungsgerichtshof）請求裁判。原告於起訴理由中表示，法律使他們無法締結婚姻關係，侵害了他們基於憲法所保障私人及家庭生活的權利以及平等原則（奧地利承認歐洲人權公約為該國憲法的一部分，因此原告所據以主張的法律部份，包含公約的第12、8和14條）。原告主張，自該國民法於1812年生效以後，關於婚姻的概念便不斷成長，生育和教育小孩不再是婚姻關係中必不可缺的部分。過去的見解認為，婚姻關係是一種包含所有生活面向的永久結合體。客觀上，排除同性伴侶締結婚姻關係並不具有正當理由。更何況，歐洲人權法院也已經表示，任何基於「性別」所為之差別待遇，必須具備特別重大的理由方得為之。其他歐洲國家不是承認同性婚姻，便是修法賦予同性伴侶關係和婚姻關係平等的權利。
2003年12月12日，憲法法院駁回原告之訴，其判決中較有意義的部份摘述如下：
|  | 不論是根據奧地利聯邦憲法，或是歐洲人權公約（該公約第12條係規定「男女」可以證之）所設立的平等原則，婚姻的概念乃具有成為父母關係之根本可能性之人所構成，而此概念應該被擴張理解婚姻係不同性別所構成的關係。 （……） 事實上，同性伴侶關係雖然落入歐洲人權公約第8條所保障的私人及家庭生活或相類似概念的保障中—第14條同時也禁止任何基於非客觀條件所構成的歧視—，但該條並未課予國家改變婚姻法的義務。 因此，在本案中，並無必要因未提供同性伴侶關係成為婚姻關係的特別規定而檢視法律是否有無理歧視。本院對此並無就憲法議題或法律政策對於立法機關提出建議之必要。 是以，原告之訴應以無理由加以駁回。 |

## 歐洲人權法院的判決

### 未違反公約第12條
原告主張，奧地利未合法承認同性婚姻，構成違反歐洲人權公約第12條，其主張如下：
|  | 已達適婚年齡的男女，均有權結婚並建立家庭，且得依法行使這項權利 |

法院一致性的駁回了這項主張：
|  | 本院認知到公約第12條賦予人們有權和「男人或女人」結婚，同時，第12條也賦予人們有建構家庭的權利。原告主張該條文字並不必然意謂男人只能和女人結婚，反之亦然。本院觀察到，若是將第12條的文字單獨觀察，可能並不排除兩個男人或兩個女人結婚。然而相反地，公約其他所有條文都是以『任何人』為主體而賦予權利或自由，或是以『沒有人』作為禁止施以某種待遇的主體。由此可見，第12條的文字應該被認為是有意如此規定。另外，從歷史的角度觀察，在1950本公約生效時，婚姻這個詞毫無疑問的被認為係由兩個不同性別的人所構成的共同體。 |

### 未違反公約第8條和第14條
作為附帶主張，原告也主張若依據公約的第14條併同第8條，未賦予他們有結婚的權利，對他們構成以性傾向為基礎的歧視。
關於這點主張，歐洲人權法院指出：
|  | 就原告的主張看來，假如（同性）結婚的權利不包含於第12條中，也可以從第14條結合第8條推導出來，本院對此不予苟同。本院重申，公約應整體觀察，其中個別條文的解釋必須要與其他條文達成和諧（按：體系解釋）。根據上述結論，公約第12條並未課予成員國有准許同性伴侶構成婚姻關係的義務，就此範圍內，第14條和第8條，也不能被解釋為課以成員國如此之義務。 |

原告同時認為，奧地利在2010年以前欠缺對於同性伴侶關係合法承認，也是違反歐洲人權公約上開所列舉的條文。 對此，法院表示：
|  | 本院不得不注意到，合法承認同性伴侶關係已經成為歐洲國家的新共識。 而且，這種趨勢在過去的10年內正快速的發展。然而，並非絕大多數的國家都合法承認同性伴侶關係。 因此，本案的議題應該被認為是發展中而尚未形成共識的權利之一。是以，國家在立法引進此權利前，應該享有一定的判斷餘地（......）於2010年1月1日生效的奧地利同性民事伴侶關係法，也反映了上述發展，同時也成為此一新共識的一部分。儘管不是先驅者，但奧地利的立法者不能因為沒有引進承認民事結合的法律而遭到非難 |

Rozakis、Spielmann和Tulkens法官在這方面則提出不同意見，他們表示：
|  | 在確定這是個「非常相似的情況」（para. 99），並且強調「以性別為基礎的差別待遇必須要有相當重大的理由作為其正當化基礎」（para. 97）的前提下，法院應該認為這是一個違反公約第14條併合第8條的情況，因為被告政府並沒有提出任何進行此種差別待遇的正當化基礎，而僅僅是主張她們有判斷餘地。（para. 80）。然而，在被告政府未提出任何足以令人信服的理由去正當化差別待遇的情況下，應該沒有適用判斷餘地的空間存在。所以，「締約國間的法律是否存在或不存在共同點」（para. 98）並不重要，這只是在考量判斷餘地時的附屬事項。 確實，國家於此時提出考慮是否存在共同的做法作為擱置這件事比積極處理這件事為佳的理由，將可以令法院認同。 |

### 依據歐盟基本權利憲章所作成關於第12條範圍之旁論
法院所作成的另一個旁論，則與歐盟基本權利憲章有關： 
|  | 有鑑於憲章第9條之規定，因此，本院不再認為第12條所規定的婚姻權必須被限定在不同性別的兩個人才能結婚。是以，並不能認為，第12條不適用於原告之訴求 |

Malinverni法官在他的協同意見書中，對此旁論表示反對： 
|  | 第12條並不適用於同性別的兩個人。誠然，為了保障結婚的權利，歐盟基本權利憲章第9條有意不以男人和女人作為規範之文句。而僅規定：「結婚權與組織家庭權應依國內法律規定此等權利行使之範圍而保障之。」然而，依余之所見，並不能以此作為依據來解釋本公約第12條。 就該憲章的評論確實顯示，第9條的起草者希望其所指涉的範圍廣於其他國際公約的範圍。但不該忘記的是，憲章的第9條是「依國內法律規定此等權利行使之範圍」而對於結婚權加以保障。 藉由此種交由民主立法機關決定的方式，憲章第9條僅是留給各國自行決定是否提供同性伴侶結婚的權利。就如同相關評論正確的指出：「在婚姻的文義中承認同性伴侶關係並沒有任何問題。但是沒有任何規定表示，國內法應該促進這種婚姻的成立。」就我看來，憲章的第9條與公約的第12條是否限於不同性別的人方有結婚的權利之解釋應該沒有關聯。 |

### 不同意見
Rozakis、Jebens以及Spielmann法官所共同提出的不同意見書中認為，奧地利於2010年以前欠缺對於同性伴侶關係的合法承認，乃構成違反公約第14條和第8條。
Malinverni和Kovler法官所共同提出的協同意見書認為，公約第12條在任何情況下，都可以被解釋為包含同性伴侶。

### 上訴
關於本案上訴到歐洲人權法院大法庭之上訴請求，遭到該院之駁回確定。

## 外部連結
- ECtHR judgment（英文）